# Meganomia
Meganomia is een geslacht van bijen uit de familie van de Melittidae. De wetenschappelijke naam van het geslacht is voor het eerst geldig gepubliceerd in 1909 door Theodore Dru Addison Cockerell. Hij beschreef Meganomia oorspronkelijk als een subgenus van Nomia, een geslacht uit de familie Halictidae. In 1971 publiceerde Gerald I. Stage een nieuwe beschrijving van het geslacht, en plaatste het in de familie Melittidae.
Het zijn robuste bijen met opvallend zwart-gele markeringen. Ze komen voor in dorre gebieden van Afrika ten zuiden van de Sahara (er is ook een onbeschreven soort uit Jemen). Ze graven hun nest in zandige grond uit. 

## Soorten
Volgende soorten zijn beschreven in dit geslacht:
- Meganomia andersoni (Meade-Waldo, 1916)
- Meganomia gigas Michener, 1981
- Meganomia rossi Michener, 1981
- Meganomia binghami (Cockerell, 1909)